# Pooh (banda)

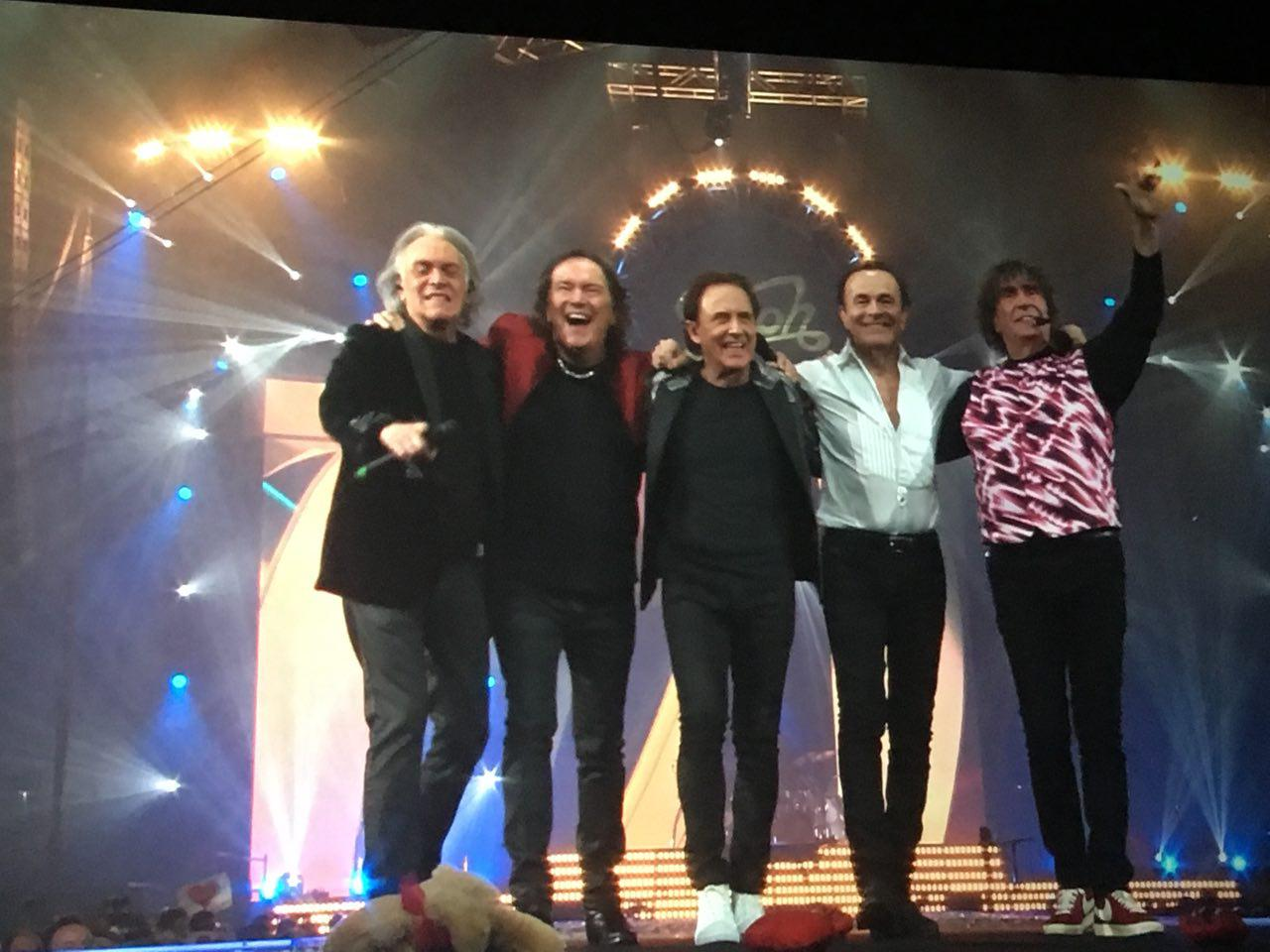
Pooh durante uma apresentação em Bolonha em 2016.

Pooh foi uma banda pop italiana formada em 1966 na cidade de Bolonha. Ao longo de sua carreira, eles venderam mais de 100 milhões de registros. Eles são famosos por canções progressivas como "Parsifal", "Dove comincia il sole" e "Odissey".